# 比弗谷 (特拉華州-賓夕法尼亞州)
比弗谷（英語：Beaver Valley）是位於美國特拉華州紐卡斯爾縣的一個非建制地區。該地的面積和人口皆未知。

## 地理
比弗谷的座標為39°50′20″N 75°33′51″W / 39.83889°N 75.56417°W，而該地的平均海拔高度為62米（即203英尺）。